# La Grande Hermine
La Grande Hermine era una carabela redonda de tres mástiles construida en Francia para realizar misiones de exploración de la América recién descubierta. El camino abierto por Colón y los descubrimientos y colonizaciones realizadas por españoles y portugueses animaron a las demás potencias europeas a explorar las costas americanas. Francia inició sus viajes hacia América de la mano de Jacques Cartier.

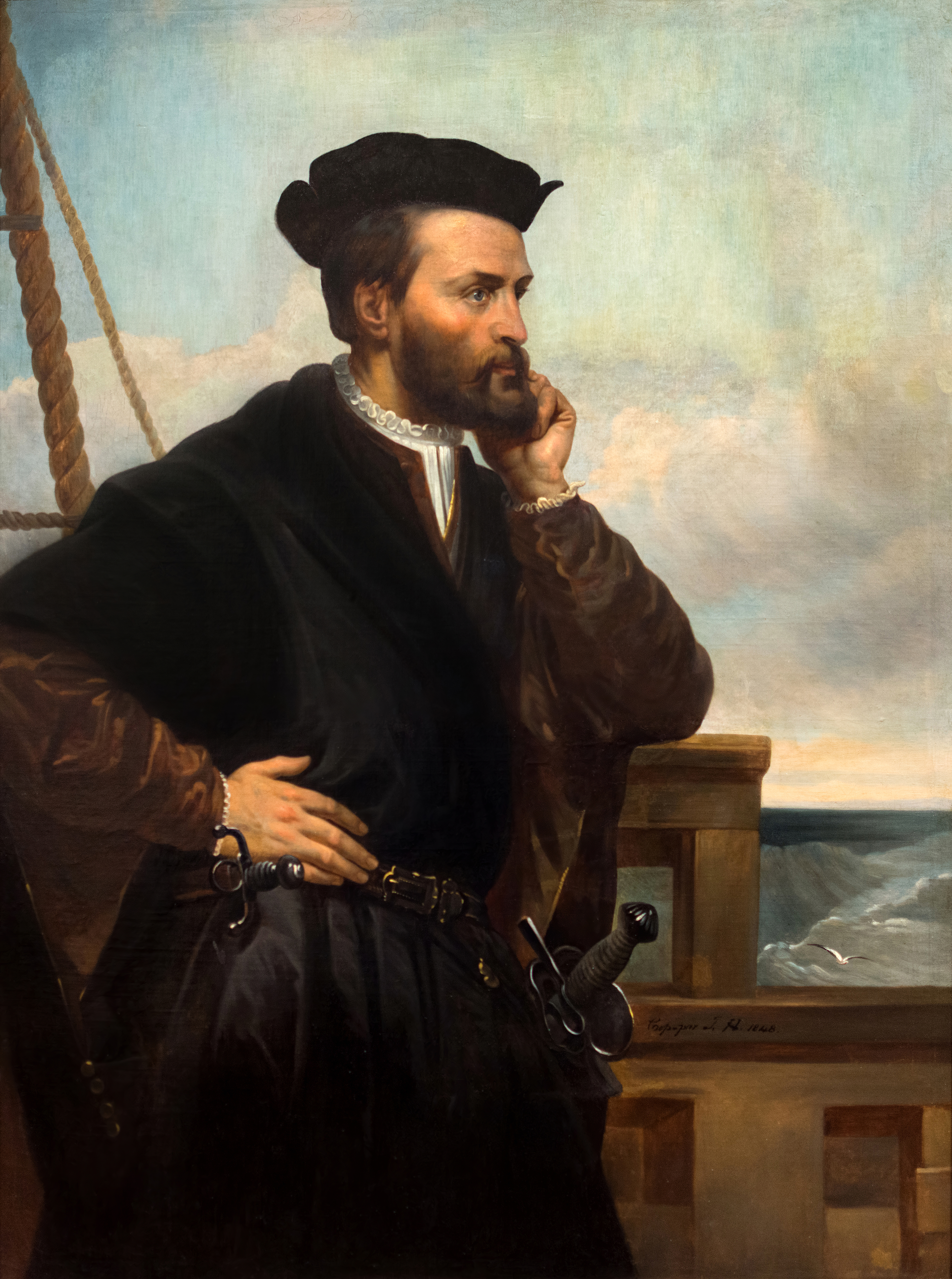
Jacques Cartier, capitán de La Grande Hermine, en su viaje a Canadá.

En 1534, con La Grande Hermine como insignia y 10 barcos más, efectuó el primer viaje a Canadá, en el que remontó la desembocadura del río San Lorenzo y denominó a la zona Nueva Francia. 
Años más tarde, con las tres carabelas La Grande Hermine, La Petite Hermine y la Ermillon, realizó el segundo viaje, donde navegó a lo largo del río San Lorenzo a fin de fundar el primer establecimiento francés en el Nuevo Mundo.
- Datos: Q370236
- Multimedia: La Grande Hermine (ship, 16th century) / Q370236